# Ambarvàlies
Les Ambarvàlies (llatí: Ambarvalia) eren una festa de l'antiga Roma de caràcter purificador que se celebrava durant la primavera per desitjar la fertilitat dels camps.

## Descripció
El mateix nom de la festa descriu els rituals que es practicaven: ambire arva vol dir 'voltar pels camps'. Cada 29 de maig, els sacerdots arvals dirigien una processó solemne entorn dels camps de conreu per tal de purificar-los invocant el déu Mart (entre els romans, un déu associat amb la fertilitat), la deessa Ceres i altres deïtats romanes vinculades a l'agricultura i els productes de la terra. A continuació, se sacrificava un brau. Segons Pompeu Fest, el terme ambarvales designava la víctima sacrificada, que prèviament havien passejat pels camps. Segons Virgili (Geòrgiques, I) el ritual implicava fer tres voltes als camps i immolar l'animal si es volia aconseguir una bona fertilitat.
Sembla que als almanacs dels pagesos (la menologia rústica), en comptes del terme Ambarvàies, es feia servir l'expressió segetes lustrantur ('purificar els conreus'). L'historiador Joseph Juste Scaliger, en el seu estudi sobre l'obra de Fest, arriba a la conclusió que les Ambarvàlies devia ser la mateixa festa que l'Amburbi però corresponent a l'àmbit rural, i no urbà. En molts de llocs de la península itàlica es feien ritus similars amb noms diferents.
Amb el temps, aquesta celebració, que havia començat a la zona rural entorn de la ciutat de Roma (l'Ager Romanus), es va generalitzar i, posteriorment, va ser continuada per l'Església catòlica del segle vi, que la va transformar en una processó de benedicció dels camps, passant a dir-se «dia de la rogatio» i celebrada el dia immediatament anterior a l'Ascensió.

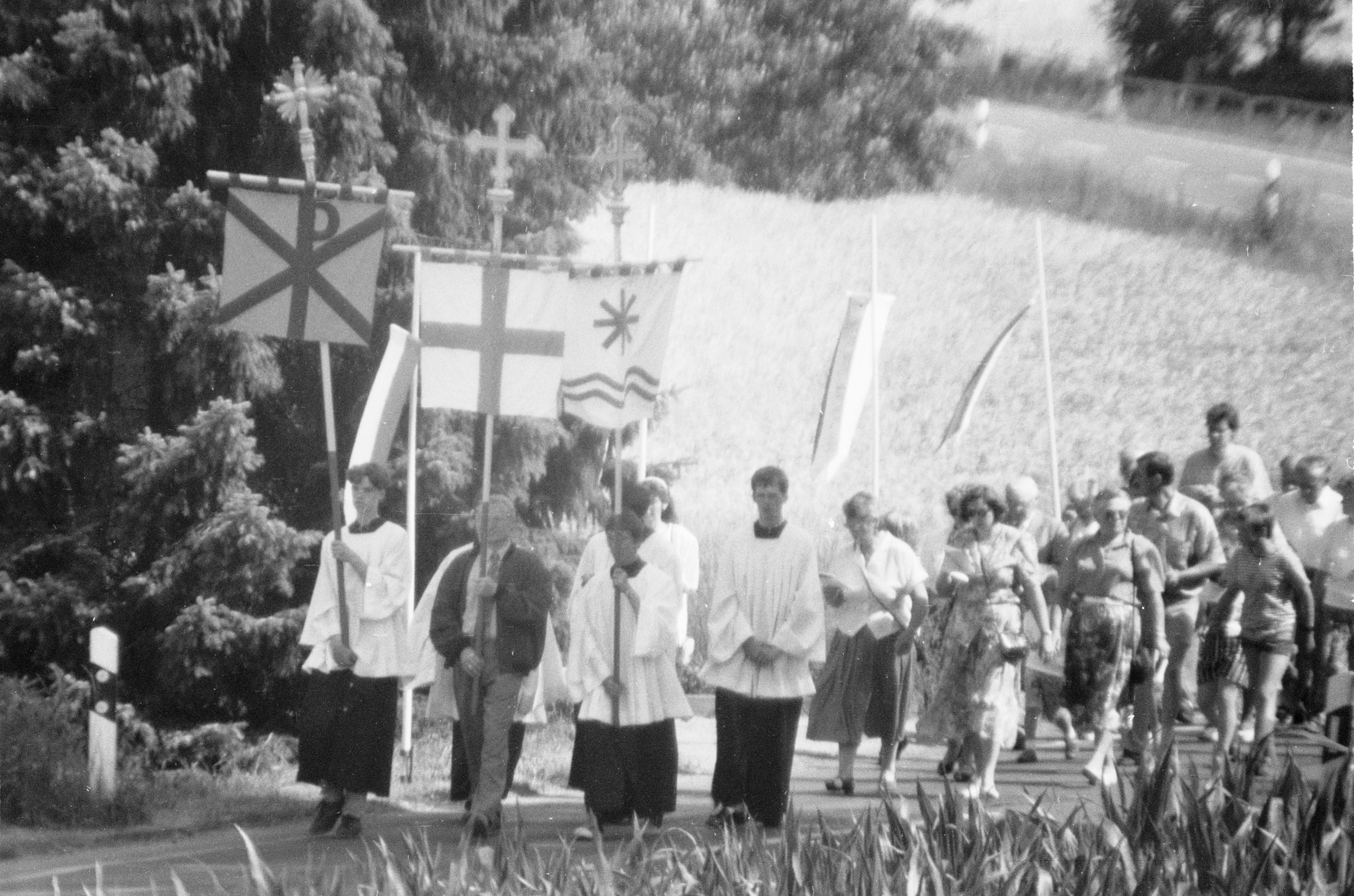
Una processó de rogatio a Westfàlia (1992)

## Elcarmen arvale
Els sacerdots arvals cantaven un himne anomenat carmen arvale que s'ha conservat fins als nostres dies, gràcies al fet que aquests sacerdots tenien per costum inscriure en marbre les oracions així com les actes de les seves reunions. El text està escrit en una forma arcaica de llatí, i encara avui no ha estat del tot interpretat. Diu així:
| « | enos Lases iuvate neve lue rue Marmar sins incurrere in pleoris satur fu, fere Mars, limen sali, sta berber semunis alterni advocapit conctos enos Marmor iuvato triumpe triumpe triumpe triumpe triumpe. | » |

Malgrat la dificultat d'interpretació del text, en general es creu que es tractava d'una pregària adreçada a Mart i als Lars (en el text escrit lases, pel fenomen fonètic del rotacisme). L'expressió satur fu podria significar 'satisfer', i per evitar que les plagues ataquin els cultius s'invoca a Semons (també dit Semo Sancus), divinitat protectora de la sembra.